# Белогорка (Манский район)
Белогорка — деревня в Манском районе Красноярского края. Входит в состав Шалинского сельсовета.

## География
Деревня находится в центральной части края, в лесостепной зоне, на правом берегу реки Белогорки, на расстоянии приблизительно 9 километров (по прямой) к востоку от Шалинского, административного центра района. Абсолютная высота — 399 метров над уровнем моря.
Климат
Климат характеризуется как резко континентальный, с продолжительной морозной зимой и коротким тёплым летом. Средняя температура воздуха самого тёплого месяца (июля) составляет 19,1 °C (абсолютный максимум — 36 °C); самого холодного (января) — −18,2 °C (абсолютный минимум — −53 °C). Продолжительность безморозного периода не превышает 83 дней. Среднегодовое количество атмосферных осадков составляет 454 мм, из которых 369 мм выпадает в период с апреля по октябрь.

## История
Основано в 1895 году. По данным 1926 года в деревне имелось 106 хозяйств и проживало 540 человек (265 мужчин и 275 женщин). В национальном составе населения того периода преобладали украинцы. В административном отношении являлась центром Белогорского сельсовета Манского района Красноярского округа Сибирского края.

## Население
| 2010 |
| ---- |
| 22   |

Половой состав
По данным Всероссийской переписи населения 2010 года в гендерной структуре населения мужчины составляли 54,5 %, женщины — соответственно 45,5 %.
Национальный состав
Согласно результатам переписи 2002 года, в национальной структуре населения русские составляли 92 % из 54 чел.